# London Wine Fair
La London Wine Fair est un salon des vins qui se déroule à Londres à la fin du mois de mai. Cette manifestation, créée en 1997, s'était intitulée jusqu'en 2013 la London International Wine Fair. La crise économique et la concurrence faite par Vinitaly à Vérone, ProWein à Düsseldorf et Vinexpo à Bordeaux ont réduit ses ambitions internationales.

## Un grand salon international
Si l'Angleterre ne produit que peu de vin, Londres a toujours été considérée comme une place importante pour « l'industrie internationale du vin », et le pays est l'un des plus gros importateur mondial. C'est sur ce constat qu'avait été créée la London International Wine Fair, qui chaque mois de mai devait jouer le rôle de point de rencontre entre acheteurs et producteurs.
Se situant d'emblée au niveau international, les organisateurs de ce salon permettaient aux producteurs (vignerons et négoce), qui proposaient à la dégustation et à la vente 20 000 vins différents, de rencontrer à Londres importateurs, grossistes, négoce local, agents, courtiers, restaurateurs, sommeliers, etc. 
En France, au niveau de SOPEXA (Groupe marketing international, alimentaire, vin et art de vivre), ce salon était considéré comme incontournable pour le marché des vins et spiritueux en Grande-Bretagne. En effet le Royaume-Uni, est le second débouché pour les vins français en volume et premier en valeur. L'édition 2011 avait intéressé 13 754 visiteurs et 1 058 exposants venus de trente-huit pays. Le « Pavillon France », cette même année, avec 89 exposants disposés sur 1 096 m2 était le premier au niveau international.

## Un salon en crise
Mais la baisse constante du nombre de visiteurs et la défection, en début d'année 2013, de quelques grands négociants et producteurs, a sonné le glas du salon international. En particulier celle de la Nouvelle-Zélande qui a déclaré « que l’investissement était difficile à justifier » et a préféré se retirer. Alors qu'il avait participé à chaque salon depuis la fondation en 1997, le groupe Liberty Wines a lui aussi rejoint le nombre croissant de négoces qui se sont retirés de la LIWF. Raison avancée « Nous demeurons favorables à l'idée d'un Salon des Vins de Londres qui se concentre sur les vins de qualité et se tienne dans un lieu plus central. »
C'est dans ce cadre de transition que l'édition 2013, n'a accueilli que 10 200 visiteurs, soit - 24 % par rapport à 2012, accentuant ainsi les baisses constatées les années précédentes.  Ce dernier salon sous le nom de London International Wine Fair, marque donc l'abandon par ses organisateurs de toutes visées internationales. 

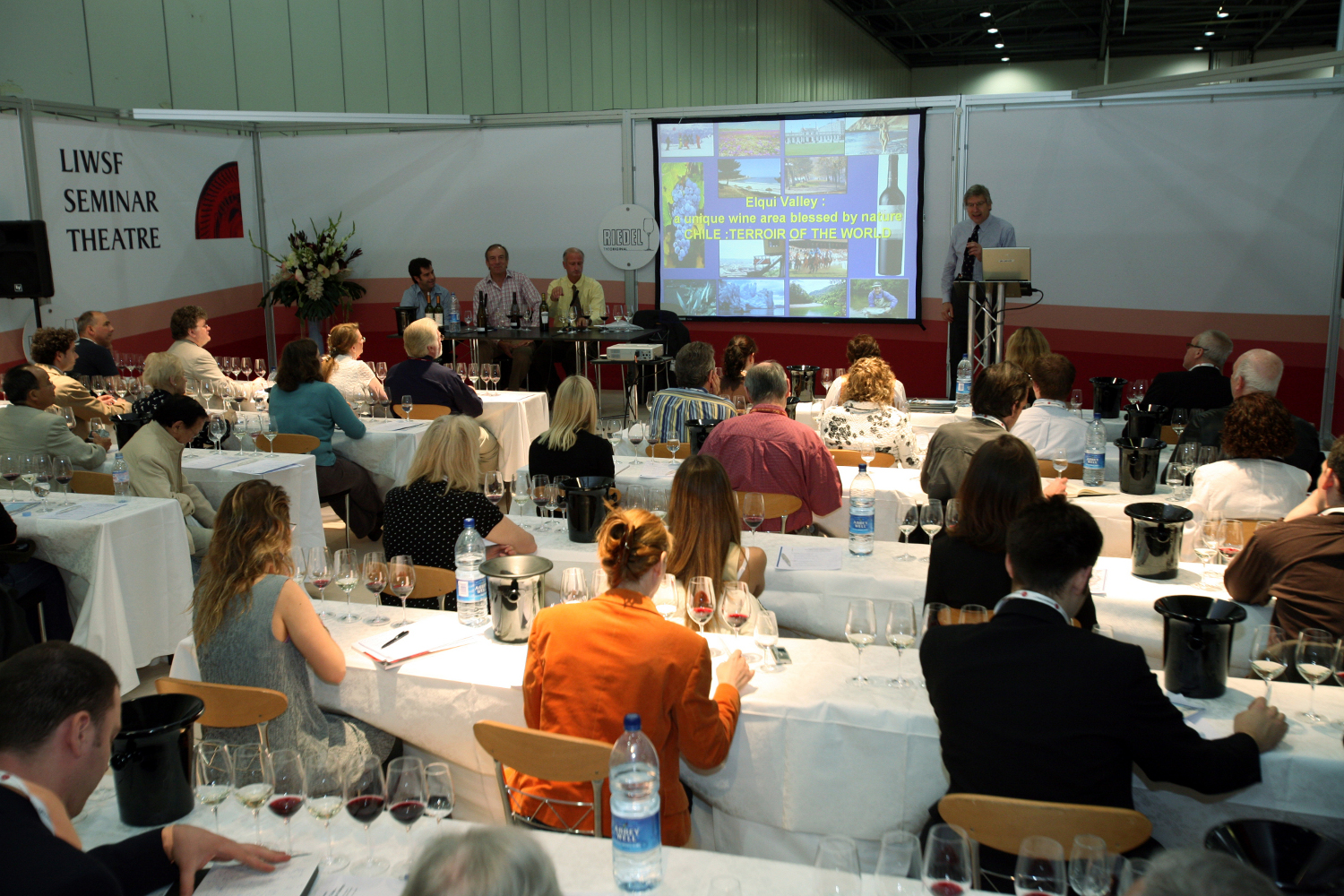
Séminaire au London International Wine Fair de 2009

Alors qu'il tenait la vedette dans les années 2000, le salon londonien souffre de la concurrence de ses voisins européens. En particulier de Prowein à Düsseldorf. Il n'a pas profité non plus de l’absence européenne de Vinexpo, qui en 2012 se tenait en Asie. Et ce en dépit des innovations proposées par les organisateurs au nombre desquelles s'inscrit la venue de la Chine avec six producteurs de d’eaux-de-vie de raisin venus de la province de Sichuan (四川) qui participent pour la première fois à un salon professionnel européen. 
Boisson préférée des Anglais, le vin pâtit de la crise et ce dans une période de grande mutation puisque les vins rhodaniens dépassent les crus bordelais selon le classement établit à l'occasion de la London International Wine Fair 2011 par la revue professionnelle Drinks International qui publie le top 50 des « marques de vins les plus appréciées dans le monde ». 
Le panel de juges réunit une soixantaine de professionnels (consultants, distributeurs, cavistes, journalistes, masters of wine…) qui sélectionnent les producteurs en prenant en compte leur politique de qualité, leur notoriété dans leurs terroirs d'origine et leurs succès commerciaux au niveau mondial.
Si le groupe chilien Concha y Toro et les Bodegas Torres, en Espagne, restent en tête de ce classement, quinze marques françaises les talonnent dont le côtes-du-rhône avec M. Chapoutier et E. Guigal qui arrivent respectivement en 7e et 8e position. Les grands crus bordelais suivent mais en ordre dispersé, le premier n'étant que 10e, le second 18e et le troisième 23e.

## 2014: la renaissance
À Londres, l'édition 2014 marque un nouveau tournant et celle de 2015 appuie son nouveau positionnement. « La LIWF n'est plus. La nouvelle London Wine Fair lui emboîte le pas, centrée sur le marché britannique. »
Le salon revient dans l'ouest de Londres, à Olympia, lieu d'origine de ses premières expositions. 
Alors que le Royaume-Uni est l'un des marchés les plus attractifs, Londres se devait bien d'avoir un salon digne de ce nom. Entièrement repensé, le salon s'appuie sur le lancement de sections fortes (Esoterica : réservé aux micro importateurs, Wines Unearthed : pour les producteurs à la recherche de distributeurs en Angleterre, The View Tasting : pour les vins premium). Les pays producteurs de vin réaffirment également leur présence sur le salon et les importateurs anglais se montrent également plus nombreux.
On attend donc la prochaine édition avec impatience !